# Trudove, Krînîcikî
Trudove (în ucraineană Трудове) este un sat în așezarea urbană Bojedarivka din raionul Krînîcikî, regiunea Dnipropetrovsk, Ucraina.

## Demografie
Componența lingvistică a localității Trudove
     Ucraineană (95,74%)
     Rusă (2,13%)
     Belarusă (2,13%)
Conform recensământului din 2001, majoritatea populației localității Trudove era vorbitoare de ucraineană (95,74%), existând în minoritate și vorbitori de rusă (2,13%) și belarusă (2,13%).